# Droga przeszywająca

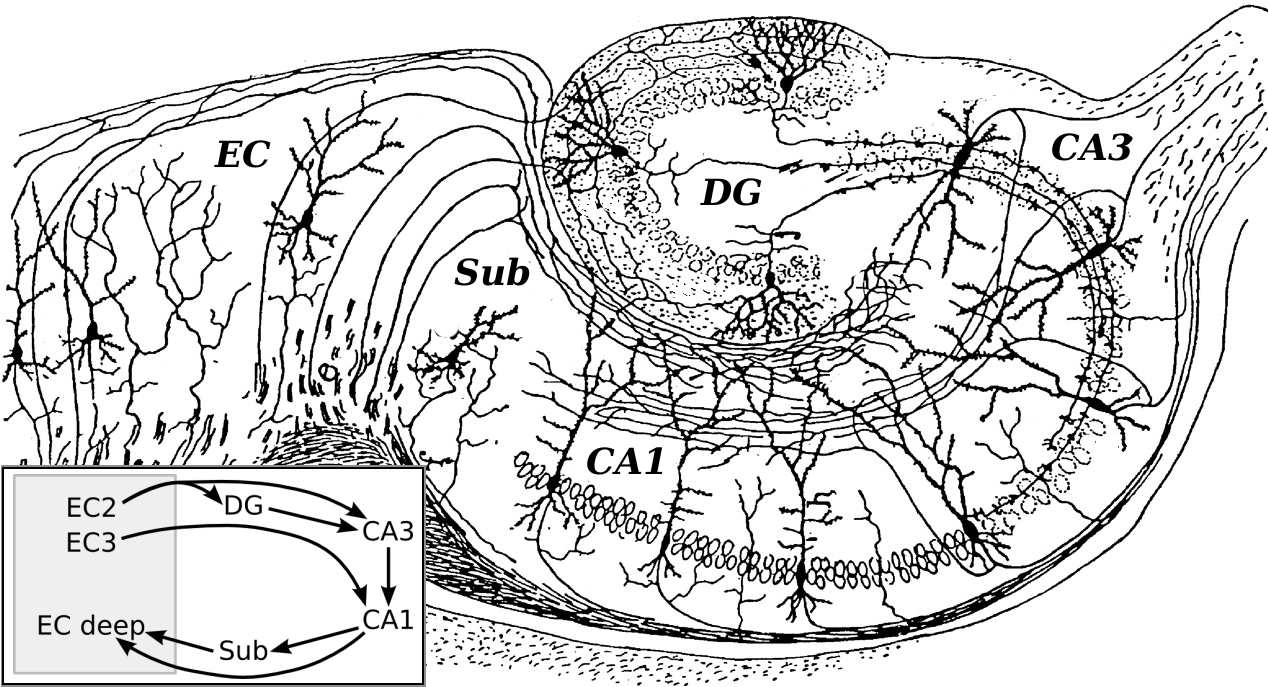
Rysunek przedstawiający podstawowe połączenia w formacji hipokampa sporządzony przez Santiago Ramon y Cajala. Aksony drogi przeszywającej biegną od komórek kory śródwęchowej (EC) do komórek ziarnistych zakrętu zębatego (DG) oraz komórek piramidowych sektora CA1 i CA3 hipokampa.

Droga przeszywająca (ang. perforant pathway, łac. tractus perforans) –  połączenie nerwowe kory śródwęchowej z formacją hipokampalną. Zawiera aksony komórek nerwowych drugiej i trzeciej warstwy kory śródwęchowej tworzące synapsy na komórkach ziarnistych zakrętu zębatego, w mniejszym stopniu również na komórkach piramidowych sektorów CA1 i CA3 hipokampa i komórkach nerwowych podkładki.
Stanowi część głównej drogi doprowadzającej informację nerwową do hipokampa. Odgrywa ważną rolę w wielu procesach związanych z formacją hipokampalną, m.in. z konsolidacją pamięci przestrzennej. Na synapsach tworzonych na komórkach ziarnistych przez aksony drogi przeszywającej obserwuje się szczególnie silnie zjawisko zwane długotrwałym wzmocnieniem synaptycznym (LTP) związane z procesami uczenia się i pamięci.
Nadmierna stymulacja komórek ziarnistych przez aksony drogi przeszywającej jest najprawdopodobniej związana z powstawaniem ataków padaczkowych w epilepsji skroniowej.